# Bucculatrix luteiciliella
Bucculatrix luteiciliella är en fjärilsart som beskrevs av Johan Martin Jacob af Tengström. Bucculatrix luteiciliella ingår i släktet Bucculatrix och familjen kronmalar. Inga underarter finns listade i Catalogue of Life.